# Tapisseries de Raphaël
Les Tapisseries de Raphaël exécutées pour la chapelle Sixtine constituent un cycle de dix tapisseries de différentes tailles réalisées dans l'atelier de Pieter van Aelst à Bruxelles à partir des cartons originaux du peintre  Raphaël, datables de 1515-1519, conservées à la pinacothèque vaticane.
Une bonne part des cartons originaux sont conservés au Victoria and Albert Museum de Londres.

## Histoire

### Commission et conception des cartons
Léon X a également souhaité associer son nom à la chapelle Sixtine et à son prestige sans précédent, jusqu'alors parrainée par les papes de la famille Della Rovere. Il décide de faire don d'une série de précieuses tapisseries tissées à Bruxelles, dont les dessins sont commandés à Raphaël, probablement dès la fin 1514. Le 15 juin 1515, l'artiste reçoit une première compensation de 300 ducats pour l'entreprise et 134 autres, peut-être le solde, lui sont versés le 20 décembre 1516.
L'exécution des dessins a présenté de nombreuses difficultés : outre la nécessité de dessiner en miroir (dans le tissage à lisses basses, les cartons sont sous le fil de chaîne et le dessin est ensuite inversé), Raphaël se mesure directement avec Michel-Ange. Pour cela, il travaille avec un grand engagement, abandonnant presque la peinture des Chambres. Giorgio Vasari rapporte dans  la Vie  de Raphaël que les cartons sont tous de sa main, pour se contredire ensuite dans la Vie de Giovan Francesco Penni dans laquelle il évoque une collaboration de l'atelier. Les premières critiques, de Passavant et Cavalcaselle, attribuent tous les cartons au maître, aidé de Jules Romain et Penni. Certains ont refusé l'autographe (Dollmayr, 1895 et suivants), mais cette hypothèse est aujourd'hui rejetée. Les critiques récentes reconnaissent l'autographie de la plupart des cartons, avec des interventions d'aides à des degrés divers, mais jamais assez importantes pour en compromettre la qualité.
Une deuxième série d'artefacts (neuf tapisseries) est commandée par le cardinal Hercule Gonzague, vers 1548 et tissée à Bruxelles, léguée à sa mort en 1563 au duc de Mantoue Guillaume, et qui orne la Basilique palatine de Sainte-Barbara de Mantoue à partir de 1565. Actuellement, elle  est exposée dans l'« Appartement des tapisseries » du palais ducal de Mantoue.

### Tissage des tapisseries
Les tapisseries sont composées d'une trame délicate de fils de soie, de laine et d'argent doré.
En juillet 1517, le cardinal Louis d'Aragon voit la première tapisserie achevée à Bruxelles, dans l'atelier de Pieter van Aelst. Un rapport de l'ambassadeur de Venise auprès du Saint-Siège décrit comment, en juillet 1519, trois tapisseries arrivent  à Rome et quatre autres doivent suivre d'ici la fin de l'année. Dans le Diarium du maître de cérémonie Paris de Grassis et dans une note de Marcantonio Michiel datée du 29 décembre de la même année, il apparaît que le 26 décembre, jour de la Saint-Étienne, sept tapisseries sont solennellement exposés : La Pêche miraculeuse, La Remise des clés, Le Châtiment d'Elima, La Sacrifice de Lystre, La Guérison de l'infirme, La Lapidation de saint Étienne et La Conversion de Saül. Elles reçoivent un bon accueil, le maître de cérémonie note : « tota cappella stupefacta est in aspectu illorum ». Les trois autres sont probablement arrivées peu de temps après.
Utilisés uniquement lors des cérémonies les plus solennelles, elles sont toujours restées au Vatican, et aujourd'hui sept sur dix sont exposées, en rotation, dans une salle spécialement aménagée en lumière tamisée dans la Pinacothèque vaticane.

### Histoire des cartons
Les cartons, en revanche, ont eu un destin différent. Pour procéder au tissage, ils sont, comme d'habitude, découpés en morceaux rectangulaires et restent chez le tapissier qui en réalise plusieurs autres exemplaires et, selon les usages de l'époque, les prête peut-être également à d'autres ateliers. Des séries se retrouvent à Berlin, Vienne, Madrid, Mantoue, Lorette, etc. Pour plusieurs d'entre elles, la scène de Saint Paul en prison manque, dont il n'y a aucune trace. Même sort pour le carton de La Lapidation de saint Étienne, tandis que celui de La Conversion de Saül n'est traçable que jusqu'en 1528.
Les autres cartons sont achetés à Gênes en 1623, pour la manufacture de Mortlake au nom du prince héritier anglais, le futur Charles Ier. Après la mort du roi, lors de la vente des actifs de la couronne, les cartons sont acquis par Cromwell, qui les garde dans des caisses à la Maison des Banquets de Whitehall. Après la Restauration, ils retournent à la royauté : Charles II tente de les vendre à la manufacture des Gobelins, mais en est empêché par les ministres.
Goethe, dans son Voyage en Italie, parle de ces tapisseries et des événements qui y sont liés lors de sa deuxième visite à Rome à son retour du sud de l'Italie.
À la fin du XVIIe siècle, ils sont remontés, collés sur toile et restaurés par William Cooke, pour le compte de Guillaume III, désireux de les exposer. Il fait construire une galerie spéciale à Hampton Court, où ils restent jusqu'en 1913. Déplacés au palais de Buckingham, puis dans d'autres endroits, ils sont finalement affectés au musée naissant de la reine Victoria, en 1865.

## Description

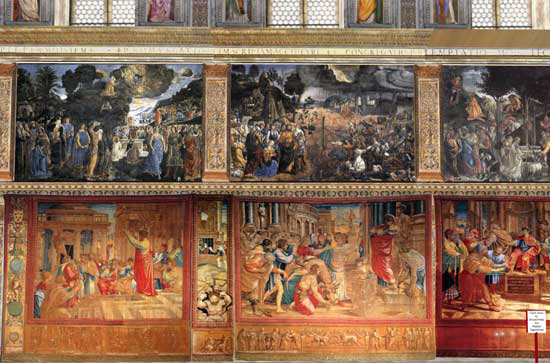
Mur de la Sixtine avec les tapisseries montées.

Les tapisseries montrent les Histoires des Saints Pierre et Paul, tirées des Évangiles et des Actes des Apôtres, liées par des correspondances précises avec les panneaux ornés de fresques dans le registre médian de la chapelle, celui avec les Histoires du Christ et de Moïse qui datent du pontificat de Sixte IV. Ces tapisseries, qui couvraient le registre le plus bas (celui avec les faux rideaux) de la paroi séparée par l'iconostase, destinées au pape et aux religieux, étaient utilisées lors des festivités solennelles et pouvaient être lues, comme les histoires au-dessus, du mur de l'autel vers le côté opposé.
À travers la célébration des deux premiers « architectes de l'Église », les apôtres Pierre et Paul, respectivement envers les Juifs et envers les « Gentils », le lien avec le souverain pontife, leur héritier, est réaffirmé, en renvoyant au thème de l'ensemble de la décoration de la chapelle. De La Création dans le plafond de Michel-Ange, à la première alliance de Dieu avec les hommes (le Décalogue de Moïse), renouvelée dans la seconde (l'envoi du Fils Sauveur, Jésus), jusqu'à la remise des clés qui établissent la continuité entre la venue du Christ et la papauté, à travers les récits des premiers apôtres, à travers les tapisseries.
Les tapisseries commencent par la Pêche miraculeuse et la Remise des clés à Pierre, allusion à la fondation de l'Église et à sa mission, et continuent par les Actes des apôtres avec les vies de Pierre et Paul, en s'attachant aux évènements se rapportant à l'Église comme moyen d'atteindre la rédemption.
Sous les histoires du Christ, quatre tapisseries étaient disposées avec des histoires de saint Pierre à partir de  La Pêche miraculeuse ; de l'autre côté, sous les Histoires de Moïse, six Histoires de saint Paul, à partir de la  La Lapidation de saint Étienne jusqu'au Sermon de saint Paul aux Athéniens, situé au-delà de la porte.
Les tapisseries sont accompagnées de bordures mobiles, comme la Frise des Heures ou la Frise des Saisons exposées dans la Pinacothèque. Ces ajouts sont étroitement liés à l'emplacement dans la chapelle et sont divisés en deux : une bordure latérale, avec des grotesques, et une bordure inférieure (socle), avec des histoires de la vie de Léon X ou de saint Paul en monochrome. Il n'y a pas d'informations sur les  cartons relatifs à ces frises, mais à en juger par le résultat final, leur préparation a dû être laissée aux aides de l'atelier.

## Liste des tapisseries
| Carton | Tapisserie | Nom                               | Dimensions   |
| ------ | ---------- | --------------------------------- | ------------ |
|        |            | La Pêche miraculeuse              | 360 × 400 cm |
|        |            | La Remise des clés à saint Pierre | 345x535 cm   |
|        |            | La Punition d'Élymas              | 385x445 cm   |
|        |            | Le Sacrifice de Lystre            | 350x540 cm   |
|        |            | La Guérison de l'estropié         | 390x520 cm   |
|        |            | La Prédication de saint Paul      | 390x440 cm   |
|        |            | La Mort d'Ananie                  | 385x400 cm   |
| Perdu  |            | La Lapidation de saint Étienne    | ?            |
| Perdu  |            | La Conversion de Paul             | ?            |
| Perdu  |            | Saint Paul en prison              | ?            |

## Style

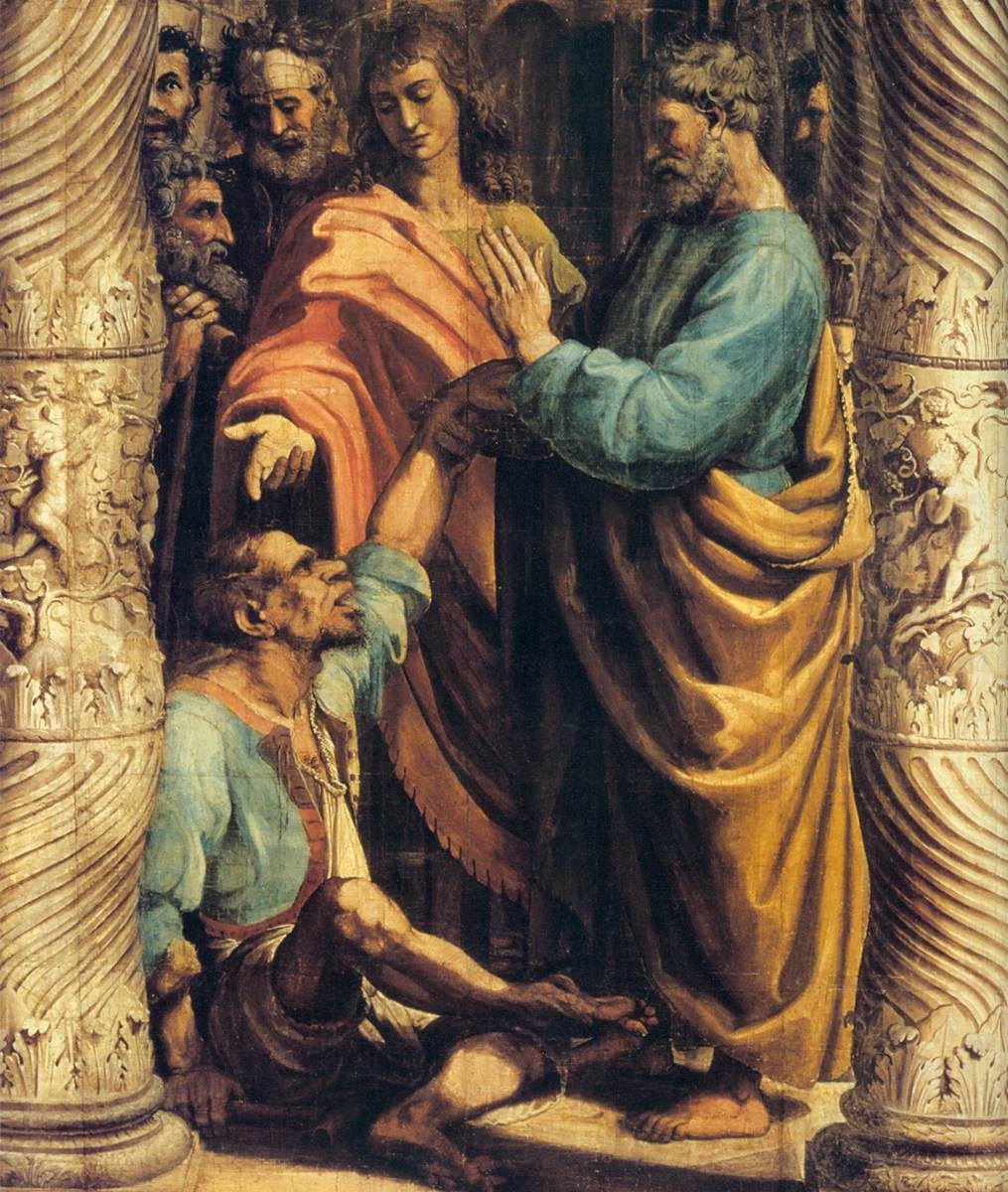
La Guérison de l'infirme (carton, détail).

Aujourd'hui, la série présente une grande unité, confirmant la bonne exécution des cartons. Raphael, conscient de la comparaison avec Michel-Ange, a envoyé les dessins au « style tragique » appliqué d'abord à  L'Incendie de Borgo, simplifiant les schémas et mettant l'accent sur les gestes et les expressions faciales des personnages, pour les rendre plus significatifs et « universels ».
La gamme restreinte des couleurs à la disposition des tapissiers ne permet pas à Raphaël de rivaliser avec la palette extraordinaire de Michel-Ange ; par conséquent, il se concentre sur la majesté des figures humaines, sur la définition des espaces et sur la recherche de détails raffinés.
Beaucoup de compositions sont asymétriques et se déroulent dans un crescendo dramatique, de gauche à droite dans les tapisseries (de face dans les cartons). Les personnages à grande échelle prévalent sur le paysage et l'architecture de fond, contrastant en groupes ou personnages isolés, pour faciliter la lecture des actions. Raphaël s'est également inspiré d'un vaste répertoire figuratif, allant de l'art ancien à Léonard, jusqu'aux gravures de Dürer.
La monumentalité de Raphaël, par rapport à Michel-Ange, ne provient pas clairement du tourment plastique des personnages, mais d'équilibres soigneusement étudiés, qui harmonisent la composition et les secousses spirituelles des protagonistes. Ce style, qualifié plus tard de « classique », eut une résonance considérable, influençant profondément même les classicistes du XVIIe siècle, comme les Carracci et Guido Reni.
L'utilisation de la détrempe, dans des tons clairs, répond à la gamme étroite dont disposent les tapissiers, tout comme les grandes masses de lumières et d'ombres sont une adaptation pour parvenir à l'objectif souhaité.
Malgré la surveillance de Bernard van Orley pour que les modèles soient fidèlement respectés, les tapissiers modifient inévitablement les compositions, durcissant les traits des personnages et des paysages, et  ajoutant de l'or et divers enrichissements ornementaux  .